# Aurore Kayibanda
Pour les articles homonymes, voir Kayibanda.
Aurore Mutesi Kayibanda (née 1993 à Bujumbura) est une mannequin rwandaise. Elle est élue Miss Rwanda en 2012.

## Biographie
Aurore Mutesi Kayibanda est une fille de Ladislas Kayibanda et Olive Mukazera vivant dans Kigali. Elle est née au Burundi, à Bujumbura en 1992, la plus jeune de quatre enfants du couple.
Aurore Mutesi Kayibanda fréquente l'école maternelle du Petit Prince de Kigali. Elle poursuit ses études à l'école primaire de Kimisange, où elle obtient son diplôme d'études primaires. Au secondaire, elle étudie à St Joseph's à Nyamirambo et continue à ETO Muhima, où elle obtient un baccalauréat en construction. Aurore Kayibanda est diplômée de l'Institut des sciences et technologies de Kigali, campus de l'université nationale du Rwanda.
Aurore Kayibanda est couronnée Miss Rwanda en 2012. Elle représente la province du Sud. Natacha Uwamahoro et Ariane Murerwa sont respectivement première et deuxième dauphines,. Elle est aussi couronnée Miss Fespam à Brazzaville lors du Festival panafricain de musique africaine en 2013,
Aurore Kayibanda représente le Rwanda au concours de Miss Supranational (en) 2013 à Minsk, en Biélorussie.